# Hyperpop
Hyperpop  je hnutí elektronické hudby a mikrožánr, který vznikl ve Spojeném království v 10. letech 21. století. Vyznačuje se maximalismem a přeháněním principů pop music. Obvykle kombinuje pop s avantgardním přístupem a zároveň využívá prvků elektronické hudby, hip hopu nebo dance music. Do širšího povědomí se dostal prostřednictvím sociálních médií, zejména skrze TikTok. Mezi jeho čelní představitele patří Charli XCX, Sophie, A. G. Cook, Dorian Electra nebo 100 gecs, kteří se ovšem často vzpírají přiřazení k jakékoli identitě nebo žánru.
Hnutí je blízce propojeno s LGBT internetovými komunitami a mnoho z jeho klíčových postav se identifikuje jako transgender, nebinární nebo gay. Hyperpop se také často překrývá se svými příbuznými mikrožánry digicore a glitchcore.